# Karlstads Segelsällskap

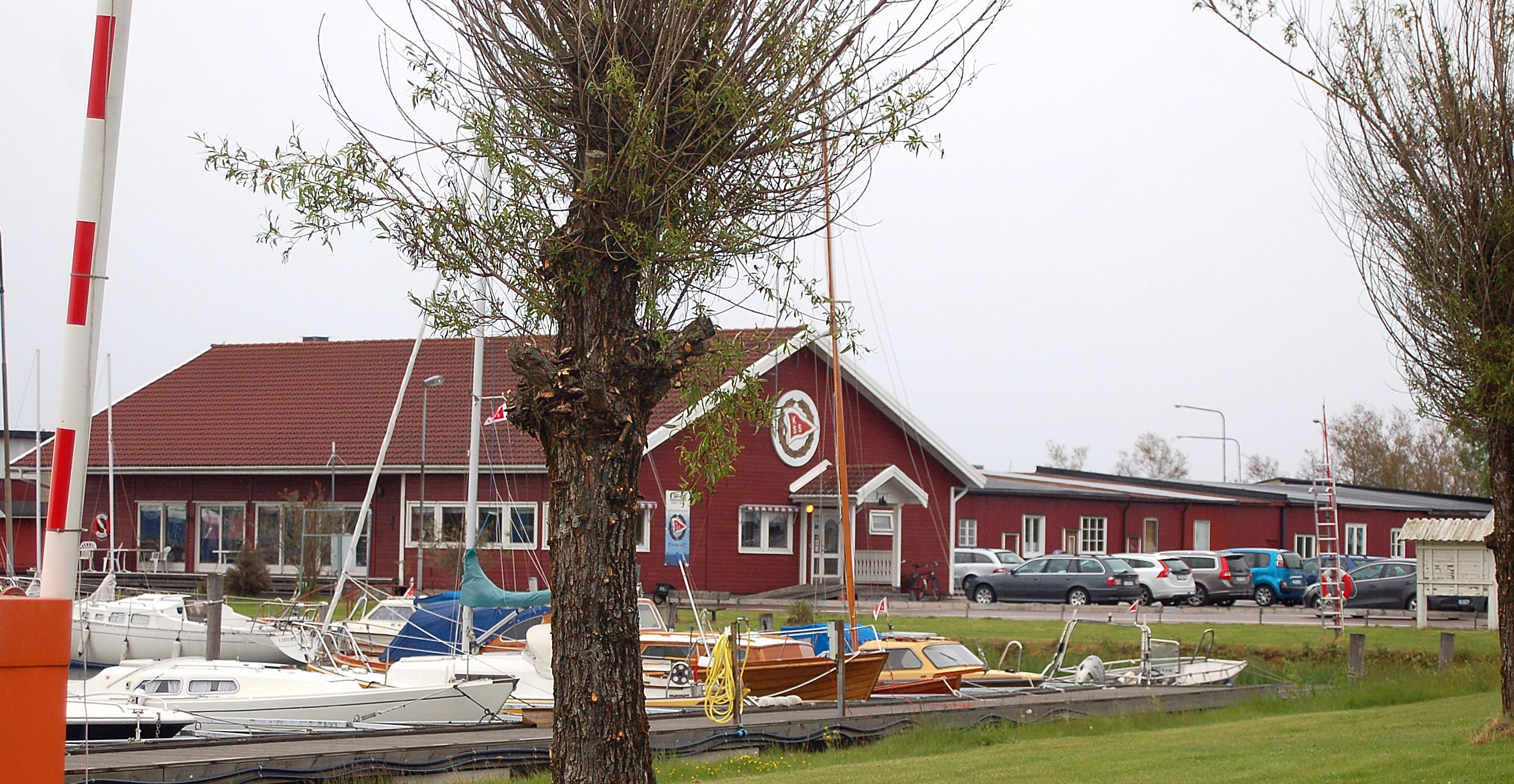
Karlstads Segelsällskaps klubbhus på Kanikenäset

Karlstads Segelsällskap, KSS (KdSS), är ett segelsällskap i Karlstad med verksamhet i Vänerns norra skärgård och grundades 1884. Karlstads Segelsällskap är ett av landets äldre segelsällskap och har cirka 1 300 medlemmar.